# جاشوا تننباوم
جاشوا برت تننبام (به انگلیسی Josh Tenenbaum) استاد علوم شناختی محاسباتی در موسسه فناوری ماساچوست است. او برای کمک به روان‌شناسی ریاضی و علوم شناختی بیزی شناخته شده است. به گفته بنیاد مک آرتور، که در سال ۲۰۱۹ او را به عنوان همکار مک آرتور معرفی کرد، «تننبام یکی از اولین کسانی است که مدل‌سازی احتمالی و آماری را برای مطالعه یادگیری، استدلال و ادراک انسان توسعه داده و به کار می‌گیرد و نشان می‌دهد که چگونه این مدل‌ها می‌توانند این چالش بنیادی در شناخت را توضیح دهند: چگونه ذهن ما چیزهای زیادی را از داده‌های کم و به این سرعت درک می‌کند."

## زندگی‌نامه
تننبام در کالیفرنیا بزرگ شد. مادرش معلم و پدرش پیشگام تجارت اینترنتی جی مارتین تننبام است.
هدایت تحقیقاتی او شدیداً تحت تأثیر علاقه والدینش به تدریس و یادگیری و بعداً از تعامل با روان‌شناس شناختی راجر شپرد در طی سالهای تحصیل در ییل بود.
تننبام مدرک لیسانس خود را در رشته فیزیک از دانشگاه ییل در سال ۱۹۹۳ و دکترای خود را در سال ۱۹۹۹ از مؤسسه فناوری ماساچوست دریافت کرد. کار او بر تجزیه و تحلیل استنباط احتمالی به عنوان موتور شناخت انسان و به عنوان وسیله ای برای توسعه یادگیری ماشین تمرکز دارد.
در مؤسسه فناوری ماساچوست، تننبام استاد علوم شناختی محاسباتی و عضو آزمایشگاه علوم کامپیوتر و هوش مصنوعی مؤسسه فناوری ماساچوست است. او آزمایشگاه علوم شناختی محاسباتی مؤسسه فناوری ماساچوست را رهبری می‌کند و همچنین رئیس یک پروژه هوش مصنوعی به نام ام‌آی‌تی در جستجوی هوش  است.
در سال ۲۰۱۸، مجله آر اند دی  تننبام را به عنوان «مبتکر سال» معرفی کرد.
در سال ۲۰۱۹، تننبام به عنوان همکار مک آرتور انتخاب شد. صفحه وب مک آرتور کار او را اینگونه توصیف می‌کند: «ترکیب مدل‌های محاسباتی با آزمایش‌های رفتاری برای روشن کردن یادگیری، استدلال و ادراک انسان و کشف چگونگی نزدیک کردن هوش مصنوعی به قابلیت‌های تفکر انسان.»
تحقیقات اخیر تننباوم شامل آموزش سیستم‌های هوش مصنوعی برای تقلید از روش‌های تشخیص چهره انسان و برنامه‌ریزی هوش مصنوعی برای درک علت و معلول است.

## انتشارات
تننبام فهرستی از انتشارات خود را در صفحه وب MIT خود و در گوگل اسکولار دارد.

## واژه‌نامه
1. ↑  MIT Quest for Intelligence
2. ↑  R & D